# Třída S 131
Třída S 131 byla třída torpédoborců německé Kaiserliche Marine z období první světové války. Celkem bylo postaveno devět jednotek této třídy. Do služby byly přijaty v letech 1917–1918. Po válce jich bylo pět internováno ve Scapa Flow. Roku 1919 se je pokusily potopit vlastní posádky, ve třech případech úspěšně. Čtyři torpédoborce v rámci reparací získala Francie. Věšechny do roku 1935 provozovalo francouzské námořnictvo.

## Stavba
Celkem bylo postaveno devět torpédoborců této třídy. Představovaly druhou skupinu mobilizačního typu 1916. Konstrukčně byly blízké předcházející třídě V 125. Postavila je loděnice Schichau-Werke v Elbingu. Jejich kýly byly založeny v letech 1916–1917, na vodu byly spuštěny v letech 1917–1918 a do služby byly přijaty v letech 1917–1918.
Jednotky třídy S 131:
| Jméno | Zahájení stavby | Spuštění na vodu   | Zařazena do služby | Status |
| ----- | --------------- | ------------------ | ------------------ | --- |
| S 131 | 1916            | 3. března 1917     | srpen 1917         | V listopadu 1918 internován ve Scapa Flow. Dne 21. června 1919 jej při incidentu ve Scapa Flow potopila vlastní posádka. Sešrotován. |
| S 132 | 1916            | 19. května 1917    | říjen 1917         | V listopadu 1918 internován ve Scapa Flow. Dne 21. června 1919 se jej při incidentu ve Scapa Flow pokusila potopit vlastní posádka. Najel na břeh. Předán USA. Dne 15. července 1921 potopen jako cvičný cíl pro bitevní loď USS Delaware a torpédoborec USS Herbert. |
| S 133 | 1917            | 1. září 1917       | únor 1918          | V červenci 1920 předán Francii. Francouzské námořnictvo jej zařadilo jako Chastang. Vyřazen 1933. Sešrotován. |
| S 134 | 1917            | 25. srpna 1917     | leden 1918         | V červnu 1920 předán Francii. Francouzské námořnictvo jej zařadilo jako Vesco. Vyřazen 1935. Sešrotován. |
| S 135 | 1917            | 27. října 1917     | březen 1918        | V červnu 1920 předán Francii. Francouzské námořnictvo jej zařadilo jako Mazaré. Vyřazen 1935. Sešrotován. |
| S 136 | 1917            | 1. prosince 1917   | duben 1918         | V listopadu 1918 internován ve Scapa Flow. Dne 24. června 1919 jej při incidentu ve Scapa Flow potopila vlastní posádka. Sešrotován. |
| S 137 | 1917            | 9. března 1918     | červen 1918        | V listopadu 1918 internován ve Scapa Flow. Dne 21. června 1919 se jej při incidentu ve Scapa Flow pokusila potopit vlastní posádka. Najel na břeh. Předán Velké Británii. Sešrotován.                                                                                 |
| S 138 | 1917            | 22. dubna 1918     | červenec 1918      | V listopadu 1918 internován ve Scapa Flow. Dne 24. června 1919 jej při incidentu ve Scapa Flow potopila vlastní posádka. Sešrotován. |
| S 139 | 1917            | 24. listopadu 1917 | duben 1918         | V červenci 1920 předán Francii. Francouzské námořnictvo jej zařadilo jako Deligny. Vyřazen 1933. Sešrotován. |

## Konstrukce

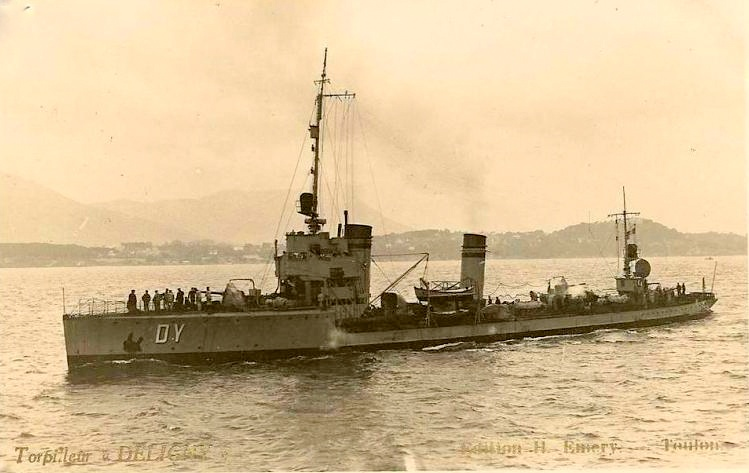
Francouzský torpédoborec Deligny (ex S 139)

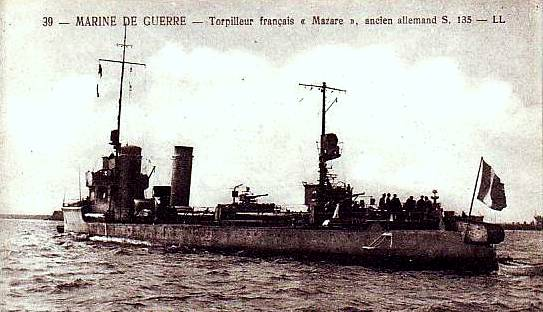
Francouzský torpédoborec Mazaré (ex S 135)

Hlavní výzbroj představovaly tři 105mm/42 kanóny Utof L/45 C/16 a šest 500mm torpédometů se zásobou osmi torpéd. Neseny byla dva jednohlavňové a dva dvojité torpédomety. Dále bylo neseno až 24 námořních min. Pohonný systém tvořily tři kotle Marine a dvě parní turbíny Schichau o výkonu 24 000 hp, pohánějící dva lodní šrouby. Nejvyšší rychlost dosahovala 32 uzlů. Dosah byl 2450 námořních mil při rychlosti sedmnáct uzlů.